# Elisabeta Jar
Elisabeta Jar, menționată uneori Elisabeta Jar-Rozorea, (n. 4 iulie 1943, Oradea, Regatul Ungariei) este o actriță română de teatru și film.
A studiat la I.A.T.C. „I.L.Caragiale” București, absolvind în 1966
A debutat în cinematografie încă din timpul studenției. La câțiva ani după terminarea facultății s-a angajat la Teatrul de Stat din Oradea.
După căsătoria cu actorul Liviu Rozorea, a purtat numele de Elisabeta Jar-Rozorea.
La începutul anului 1980 a emigrat, împreună cu soțul său, în Germania.
În Germania, Elisabeta Jar a condus o vreme secția de actorie a Hochschule für Musik und Theater din München.

## Filmografie

### În România
- Casa neterminată (1964)
- Haiducii (1966)
- Răzbunarea haiducilor (1968)
- Nunta de piatră (1972)
- Duhul aurului (1974)
- De bună voie și nesilit de nimeni (1974)
- Osînda (1976)
- Bunicul și doi delincvenți minori (1976)
- Înainte de tăcere ‎(1978)

### În Germania
- Die HonigKuckucksKinder (premiera 05.11.1992) (rolul: Frau Bündisch)[5]